# Kevin Dineen
Pour les articles homonymes, voir Dineen.
Kevin William Dineen (né le 28 octobre 1963 dans la ville de Québec, dans la province de Québec au Canada) est un joueur et entraîneur professionnel canadien de hockey sur glace.

## Carrière
Né dans la ville de Québec alors que son père évoluait pour les As de Québec, il joue deux saisons avec les Pioneers de Denver aux États-Unis avant de rejoindre l'équipe nationale canadienne en 1983-1984. Ce séjour avec l'équipe nationale lui ouvre la porte à une participation aux Jeux olympiques d'hiver de 1984 à Sarajevo en Yougoslavie. Il débute ensuite une carrière professionnelle qui dure 19 saisons dans la Ligue nationale de hockey.
Au cours de sa carrière, il participe au Rendez-Vous '87 regroupant les vedettes de la LNH face à l'équipe de l'URSS ainsi qu'au Match des étoiles à deux reprises.
Après sa carrière de joueur, il devient entraîneur-chef des Pirates de Portland lors de la saison 2005-2006. Il remporte lors de sa première saison le trophée Louis-A.-R.-Pieri succédant à son père, Bill, qui a remporté cet honneur à deux reprises. Après quelques saisons, il devient officiellement l'entraîneur-chef des Panthers de la Floride le 1er juin 2011. Il est congédié par les Panthers le 8 novembre 2013.
Le 14 juillet 2014, il se joint aux Blackhawks de Chicago à titre d'entraîneur-adjoint. Le 5 août 2021, il est nommé entraîneur-chef des Comets d'Utica qui évoluent dans la Ligue américaine de hockey.

## Statistiques
| Saison     | Équipe                      | Ligue      |       | Saison régulière | Saison régulière | Saison régulière | Saison régulière | Saison régulière |    | Séries éliminatoires | Séries éliminatoires | Séries éliminatoires | Séries éliminatoires | Séries éliminatoires |
| Saison     | Équipe                      | Ligue      | PJ    | B                | A                | Pts              | Pun              | PJ               | B  | A                    | Pts                  | Pun                  |                      |                      |
| 1980-1981  | Buzzers de St. Michael's    | OHA-B      | 40    | 15               | 28               | 43               | 167              | -                | -  | -                    | -                    | -                    |                      |                      |
| 1981-1982  | Pioneers de Denver          | NCAA       | 34    | 12               | 22               | 34               | 105              | -                | -  | -                    | -                    | -                    |                      |                      |
| 1982-1983  | Pioneers de Denver          | NCAA       | 36    | 16               | 13               | 29               | 108              | -                | -  | -                    | -                    | -                    |                      |                      |
| 1983-1984  | Équipe nationale canadienne | Intl.      | 52    | 5                | 11               | 16               | 2                | -                | -  | -                    | -                    | -                    |                      |                      |
| 1984-1985  | Whalers de Binghamton       | LAH        | 25    | 15               | 8                | 23               | 41               | -                | -  | -                    | -                    | -                    |                      |                      |
| 1984-1985  | Whalers de Hartford         | LNH        | 57    | 25               | 16               | 41               | 120              | -                | -  | -                    | -                    | -                    |                      |                      |
| 1985-1986  | Whalers de Hartford         | LNH        | 57    | 33               | 35               | 68               | 124              | 10               | 6  | 7                    | 13                   | 18                   |                      |                      |
| 1986-1987  | Whalers de Hartford         | LNH        | 78    | 40               | 39               | 79               | 110              | 6                | 2  | 1                    | 3                    | 31                   |                      |                      |
| 1987-1988  | Whalers de Hartford         | LNH        | 74    | 25               | 25               | 50               | 217              | 6                | 4  | 4                    | 8                    | 8                    |                      |                      |
| 1988-1989  | Whalers de Hartford         | LNH        | 79    | 45               | 44               | 89               | 167              | 4                | 1  | 0                    | 1                    | 10                   |                      |                      |
| 1989-1990  | Whalers de Hartford         | LNH        | 67    | 25               | 41               | 66               | 164              | 6                | 3  | 2                    | 5                    | 18                   |                      |                      |
| 1990-1991  | Whalers de Hartford         | LNH        | 61    | 17               | 30               | 47               | 104              | 6                | 1  | 0                    | 1                    | 16                   |                      |                      |
| 1991-1992  | Whalers de Hartford         | LNH        | 16    | 4                | 2                | 6                | 23               | -                | -  | -                    | -                    | -                    |                      |                      |
| 1991-1992  | Flyers de Philadelphie      | LNH        | 64    | 26               | 30               | 56               | 130              | -                | -  | -                    | -                    | -                    |                      |                      |
| 1992-1993  | Flyers de Philadelphie      | LNH        | 83    | 35               | 28               | 63               | 201              | -                | -  | -                    | -                    | -                    |                      |                      |
| 1993-1994  | Flyers de Philadelphie      | LNH        | 71    | 19               | 23               | 42               | 113              | -                | -  | -                    | -                    | -                    |                      |                      |
| 1994-1995  | Aeros de Houston            | LIH        | 17    | 6                | 4                | 10               | 42               | -                | -  | -                    | -                    | -                    |                      |                      |
| 1994-1995  | Flyers de Philadelphie      | LNH        | 40    | 8                | 5                | 13               | 39               | 15               | 6  | 4                    | 10                   | 18                   |                      |                      |
| 1995-1996  | Flyers de Philadelphie      | LNH        | 26    | 0                | 2                | 2                | 50               | -                | -  | -                    | -                    | -                    |                      |                      |
| 1995-1996  | Whalers de Hartford         | LNH        | 20    | 2                | 7                | 9                | 67               | -                | -  | -                    | -                    | -                    |                      |                      |
| 1996-1997  | Whalers de Hartford         | LNH        | 78    | 19               | 29               | 48               | 141              | -                | -  | -                    | -                    | -                    |                      |                      |
| 1997-1998  | Hurricanes de la Caroline   | LNH        | 54    | 7                | 16               | 23               | 105              | -                | -  | -                    | -                    | -                    |                      |                      |
| 1998-1999  | Hurricanes de la Caroline   | LNH        | 67    | 8                | 10               | 18               | 97               | 6                | 0  | 0                    | 0                    | 8                    |                      |                      |
| 1999-2000  | Sénateurs d'Ottawa          | LNH        | 67    | 4                | 8                | 12               | 57               | -                | -  | -                    | -                    | -                    |                      |                      |
| 2000-2001  | Blue Jackets de Columbus    | LNH        | 66    | 8                | 7                | 15               | 126              | -                | -  | -                    | -                    | -                    |                      |                      |
| 2001-2002  | Blue Jackets de Columbus    | LNH        | 59    | 5                | 8                | 13               | 62               | -                | -  | -                    | -                    | -                    |                      |                      |
| 2002-2003  | Blue Jackets de Columbus    | LNH        | 4     | 0                | 0                | 0                | 12               | -                | -  | -                    | -                    | -                    |                      |                      |
| Totaux LNH | Totaux LNH                  | Totaux LNH | 1 188 | 355              | 405              | 760              | 2 229            | 59               | 23 | 18                   | 41                   | 127                  |                      |                      |

### En équipe nationale
| Année | Équipe | Compétition          |    | PJ | B | A  | Pts | Pun               |  | Résultat |
| 1984  | Canada | Jeux olympiques      | 7  | 0  | 0 | 0  | 8   | 4e position       |  |          |
| 1985  | Canada | Championnat du monde | 10 | 3  | 2 | 5  | 10  | Médaille d'argent |  |          |
| 1987  | Canada | Championnat du monde | 9  | 4  | 2 | 6  | 20  | 4e position       |  |          |
| 1987  | Canada | Coupe Canada         | 3  | 1  | 2 | 3  | 0   | Médaille d'or     |  |          |
| 1989  | Canada | Championnat du monde | 10 | 3  | 7 | 10 | 12  | Médaille d'argent |  |          |
| 1993  | Canada | Championnat du monde | 8  | 1  | 2 | 3  | 8   | 4e position       |  |          |

## Trophées et honneurs personnels
- 2006 : récipiendaire du trophée Louis-A.-R.-Pieri (Ligue américaine de hockey)

## Parenté dans le sport
- Fils de Bill Dineen
- Frère de Gord et Peter Dineen